# Dennis Lehane
Dennis Lehane (ur. 4 sierpnia 1965 w Dorchester w Bostonie) – amerykański pisarz, autor powieści kryminalnych oraz scenarzysta.
Autor powieści Rzeka tajemnic, której adaptacja filmowa w reżyserii Clinta Eastwooda zdobyła w 2003 Oscara. Na podstawie powieści Wyspa tajemnic film wyreżyserował Martin Scorsese.

## Twórczość
Cykl z Patrickiem Kenziem i Angelą Gennaro
- A Drink Before the War (1994) – wyd. pol. Wypijmy, nim zacznie się wojna, 2005
- Darkness, Take My Hand (1996) – wyd. pol. Ciemności, weź mnie za rękę, 2005
- Sacred (1997) – wyd. pol. Pułapka zza grobu, 2006
- Gone, Baby, Gone (1998) – wyd. pol. Gdzie jesteś, Amando?, 2008
- Prayers for Rain (1999) – wyd. pol. Modlitwy o deszcz, 2009
- Moonlight Mile (2010) – wyd. pol. Mila księżycowego światła, 2011

Cykl z Coughlinem
- The Given Day (2008) – wyd. pol. Miasto niepokoju, Prószyński i S-ka, 2009
- Live by Night (2012) – wyd. pol. Nocne życie, Prószyński i S-ka, 2013
- World Gone By (2014) – wyd. pol. Miniony świat, Prószyński i S-ka, 2015

Pozostałe powieści
- Mystic River (2001) – wyd. pol. Rzeka tajemnic, 2003
- Shutter Island (2003) – wyd. pol. Wyspa skazańców, 2004
- The Drop (2014) – wyd. pol. Brudny szmal, 2014
- Since We Fell (2017) - wyd. pol. Pokochać noc, 2018
- Small Mercies (2023) - wyd. pol. Ostatnia przysługa, 2024

### Opowiadania
- Coronado: Stories (2006)

### Scenariusze
- The Wire (Prawo ulicy)
  - Dead Soldiers (2004)
  - Refugees (2006)
  - Clarifications (2008)

## Adaptacje filmowe
- Rzeka tajemnic (2003)
- Gdzie jesteś, Amando? (2007)
- Wyspa tajemnic (2010)
- Brudny szmal (2014)[1]